# Malko gradisjte
Malko gradisjte (bulgariska: Малко градище) är ett distrikt i Bulgarien.   Det ligger i kommunen Obsjtina Ljubimets och regionen Chaskovo, i den sydöstra delen av landet, 240 km öster om huvudstaden Sofia.
Trakten runt Malko gradisjte består till största delen av jordbruksmark. Runt Malko gradisjte är det ganska glesbefolkat, med 34 invånare per kvadratkilometer.